# آجوویلو
آجوویلو (Adjuvilo) نام زبانی‌است که در سال ۱۹۱۰ میلادی به دست کلودیوس کولا (با نام مستعار پروفسورو و اسپرما Profesoro V. Esperema) ساخته‌شد. کولا کخ خود از پویندگان در جهت گسترش زبان اسپرانتو بود این زبان را برای مکالمه پدید نیاورد، بسیاری بر این باورند که هدف کولا از ساخت این زبان، ایجاد شقاق در زبان ایدو بوده‌است. خود کولا این زبان را ایدوی ساده‌شده گذاشته‌بود.
کولا دستور زبان به نسبت کاملی را طرح‌ریخت، ولی از همان واژگان ایدو استفاده‌کرد، به جز پاره‌ای تغییرات کوچک مانند sulo به معنای خورشید به جای suno در اسپرانتو و ایدو، یا dago به معنای روز به جای dio در ایدو و tago در اسپرانتو. املا و آواشناسی آجوویلو هم همانند ایدو است.